# Rixie (Nevada)
Rixie es un área no incorporada ubicada en el condado de Lander en el estado estadounidense de Nevada.

## Geografía
Rixie se encuentra ubicado en las coordenadas 39°19′35″N 117°4′10″O / 39.32639, -117.06944.